# Uracanthus albatus
Uracanthus albatus är en skalbaggsart som beskrevs av Lea 1916. Uracanthus albatus ingår i släktet Uracanthus och familjen långhorningar. Inga underarter finns listade i Catalogue of Life.